# كفر الحمراوي
قرية كفر الحمراوى هي إحدى القرى التابعة لمركز كفر الشيخ في محافظة كفر الشيخ في جمهورية مصر العربية. حسب إحصاءات سنة 2006، بلغ إجمالي السكان في كفر الحمراوى 11565 نسمة، منهم 5817 رجل و5748 امرأة.